# ويل توماس
ويل توماس (بالإنجليزية: Will Thomas)‏ هو لاعب بولينغ بريطاني، ولد في 21 أكتوبر 1954.